# Scincella inconspicua
Scincella inconspicua là một loài thằn lằn trong họ Scincidae. Loài này được Müller mô tả khoa học đầu tiên năm 1894.